# Oneonta (Alabama)
Oneonta település az USA Alabama államában, Blount megyében, melynek megyeszékhelye is. Lakosainak száma 6938 fő (2020. április 1.).

## Népesség
A település népességének változása:

| 2010 | 6 567 |
| 2020 | 6 938 |